# Гришин Тимофій Федорович
Тимофій Федорович Гришин (нар. 1911, село Матвіївка Землянського повіту Воронезької губернії, тепер Касторненського району Курської області, Російська Федерація — 14 вересня 1958, місто Моспине, тепер Донецької області) — український радянський діяч, новатор виробництва, шахтар, бригадир наваловідбійників, бригадир комбайнової бригади шахти «Ново-Моспине» тресту «Совєтськвугілля» комбінату «Сталінвугілля» Сталінської (Донецької) області. Депутат Верховної Ради УРСР 4-го скликання. Герой Соціалістичної Праці (28.08.1948).

## Біографія
Народився у селянській родині. Трудову діяльність розпочав у квітні 1929 року на шахті № 1 Щербинівського району Донбасу. Працював вибійником шахти.
У 1933—1936 роках служив у Червоній армії: в артилерійських частинах Ленінградського військового округу.
У листопаді 1936—1941 роках — вибійник шахт № 8 Горлівського району та № 7 Макіївського району Донбасу.
З червня 1941 року — у Червоній армії, учасник німецько-радянської війни. Воював на Південно-Західному, Центральному, Білоруському та 1-му Українському фронтах. Був важко поранений. Війну закінчив помічником командира взводу 314-го артилерійського полку 149-ї стрілецької дивізії. У грудні 1945 року демобілізований із армії.
Член ВКП(б) з 1945 року.
У 1946—1958 роках — наваловідбійник, бригадир наваловідбійників, бригадир комбайнової бригади шахти «Ново-Моспине» тресту «Совєтськвугілля» комбінату «Сталінвугілля» міста Моспине Сталінської області.

## Нагороди
- Герой Соціалістичної Праці (28.08.1948)
- два ордени Леніна (28.08.1948, 9.08.1953)
- орден Трудового Червоного Прапора
- орден Червоної Зірки (20.03.1945)
- медаль «За бойові заслуги» (20.05.1944)
- медалі